# Marta Corredera
Marta Corredera Rueda, née le 8 août 1991, est une footballeuse internationale espagnole, ayant évolué au poste d'attaquante de 2007 à 2021.
Avant de rejoindre Levante, elle joue successivement au RCD Espanyol, au FC Barcelone, à Arsenal puis à l'Atlético Madrid. Avec l'équipe nationale espagnole, elle participe à la Coupe du monde féminine 2015 au Canada puis à la Coupe du monde féminine 2019 en France.

## Biographie

### Carrière en club
Elle signe à Arsenal en juillet 2015, en provenance de Barcelone, où elle remporta quatre titres consécutifs de Primera División entre 2011 et 2015. Avec les Gunners, elle remporte la WSL Cup 2015 et la FA Women's Cup en 2016.
En octobre 2016, Corredera, ainsi que ses compatriotes Natalia Pablos et Vicky Losada, quittent Arsenal. Elle intègre alors l'Atlético Madrid, où elle remporte le titre de champion en 2017.

### Carrière internationale
Elle fait partie de l'équipe espagnole qui participe à la Coupe du monde féminine 2019 organisée en France.

## Palmarès

### En club

#### Espanyol de Barcelone
- Coupe d'Espagne : Vainqueur 2009, 2010[6],[7]

#### FC Barcelone
- Primera División : Vainqueur en 2011–12, 2012–13, 2013–14, 2014–15 [8]
- Coupe d'Espagne : Vainqueur en 2011, 2013, 2014 [9],[10],[11]

#### Arsenal FC
- Coupe d'Angleterre : Vainqueur en 2015–2016[12]
- Coupe de la Ligue d'Angleterre : Vainqueur 2015[13]

#### Atletico Madrid
- Primera División : Vainqueur en 2016–17[4], 2017–18

### En sélection nationale
- Coupe de l'Algarve : Gagnant 2017[14]

### Distinctions individuelles
- Joueuse catalane de l'année : 2014[15]
- Joueuse espagnole de l'année : 2015[16]

## Source de la traduction
- (en) Cet article est partiellement ou en totalité issu de l’article de Wikipédia en anglais intitulé « Marta Corredera » (voir la liste des auteurs).